# Artabotrys hispidus
Artabotrys hispidus là loài thực vật có hoa thuộc họ Na. Loài này được Sprague & Hutch. mô tả khoa học đầu tiên năm 1916.